# Cuprum Lubin

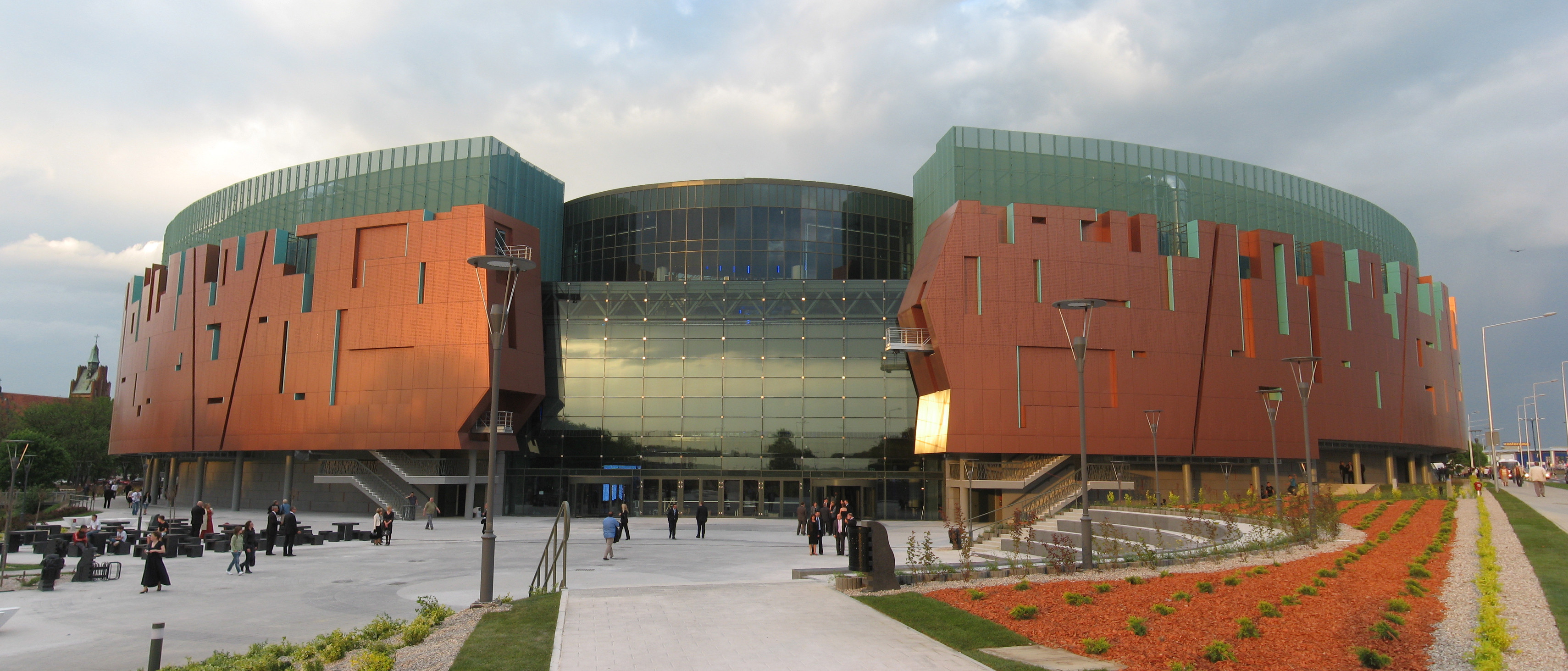
Cuprum Arena

Cuprum Lubin – polski męski klub siatkarski z Lubina. Od sezonu 2014/2015 do sezonu 2023/2024 występował w PlusLidze.
Od 26 września 2014 klub działa jako spółka akcyjna.

## Historia
Po raz pierwszy zespół został zgłoszony do rozgrywek prowadzonych przez Polski Związek Piłki Siatkowej w 2001 r. Wszystko rozpoczęło się od rozgrywek organizowanych w ramach KGHM Polska Miedź S.A. Spotkała się tutaj grupa sympatyków siatkówki, którzy chcieli rywalizować między sobą na tym polu. Tak powstały rozgrywki Ligi Drużyn Kierowniczych KGHM Polska Miedź S.A.
Już w trakcie rozgrywek okazało się, że pośród pracowników Polskiej Miedzi jest sporo takich, którzy kiedyś albo grali w szkole na przyzwoitym poziomie, albo grali w klubach. Są to zarówno osoby kierownictwa i dozoru oddziałów Polskiej Miedzi jak i pracownicy na stanowiskach robotniczych. Wyselekcjonowała się z tego grupa osób, która postanowiła sprawdzić swoje umiejętności na tle innych zespołów. I tak zespół złożony z pracowników: ZG "LUBIN", Polkowice Sieroszowice, "Rudna", Jednostki Ratownictwa-Górniczo Hutniczego, Huty Miedzi "Głogów" oraz KGHM Metraco zaistniał na siatkarskiej mapie Polski.
Profesjonalne granie nie zmieniło tego co było jego początkiem. W dalszym ciągu MKS Cuprum Lubin zajmuje się prowadzeniem Ligi Drużyn Kierowniczych KGHM Polska Miedź S.A. Rozgrywki, w których początkowo, występowały tylko trzy zespoły, rozrosły się do pokaźnej imprezy. W ostatnim sezonie uczestniczyło w nich 13 zespołów reprezentujących prawie wszystkie oddziały KGHM w tym Spółki Grupy Kapitałowej. Liga toczy się już szósty rok i obserwując zaangażowanie jej uczestników z pewnością będzie trwać jeszcze wiele lat.
Od sezonu 2014/2015 Cuprum Lubin występuje w PlusLidze. Jako beniaminek drużyna sezon zakończyła po rundzie zasadniczej na dobrym 5. miejscu. Po walce w play-off spadła na 7. pozycję.
13 kwietnia 2024 roku poinformowano, że drużyna Cuprum Lubin zostanie przeniesiona do Gorzowa Wielkopolskiego i przemianowana jako Agencja Inwestycyjna Stilon Gorzów Wielkopolski, który zajmie jej miejsce w PlusLidze.

## Nazwy klubu
- -2007 MKS Urbex Cuprum Lubin
- 2007-2009 Cuprum Lubin
- 2009-2014 Cuprum Mundo Lubin[3]
- 2014-2023 Cuprum Lubin
- 2023-2024 KGHM Cuprum Lubin[4]

## Sukcesy
I liga:
- 2012
- 2013, 2014

PreZero Grand Prix PLS:
- 2021, 2022

## Bilans sezon po sezonie
| Sezon – Liga         | Miejsce | Uwagi                                  |
| -------------------- | ------- | -------------------------------------- |
| 2001/2002 – IV liga  | 3.      |                                        |
| 2002/2003 – IV liga  |         |                                        |
| 2003/2004 – IV liga  | 4.      | 2. miejsce w turnieju finałowym        |
| 2004/2005 – III liga | 6.      |                                        |
| 2005/2006 – III liga |         |                                        |
| 2006/2007 – III liga | 1.      | zwycięstwo w turnieju finałowym        |
| 2007/2008 – II liga  | 7.      |                                        |
| 2008/2009 – II liga  | 8.      |                                        |
| 2009/2010 – II liga  | 4.      |                                        |
| 2010/2011 – II liga  | 1.      | zwycięstwo w Turnieju Mistrzów Grup    |
| 2011/2012 – I liga   | 2.      |                                        |
| 2012/2013 – I liga   | 3.      |                                        |
| 2013/2014 – I liga   | 3.      | pozytywny akces po spełnieniu warunków |
| 2014/2015 – PlusLiga | 7.      |                                        |
| 2015/2016 – PlusLiga | 5.      |                                        |
| 2016/2017 – PlusLiga | 6.      |                                        |
| 2017/2018 – PlusLiga | 7.      |                                        |
| 2018/2019 – PlusLiga | 11.     |                                        |
| 2019/2020 – PlusLiga | 12.     |                                        |
| 2020/2021 – PlusLiga | 11.     |                                        |
| 2021/2022 – PlusLiga | 10.     |                                        |
| 2022/2023 – PlusLiga | 14.     |                                        |
| 2023/2024 – PlusLiga | 14.     |                                        |

Poziom rozgrywek:
     najwyższy ogólnokrajowy
     drugi
     trzeci
     czwarty
     piąty

## Kadra na sezon 2023/2024[5]

### Sztab szkoleniowy[6]
- Pierwszy trener:  Paweł Rusek
- Asystent trenera:  Tomasz Kowalski
- Asystent trenera:  Damian Musiak
- Trener przygotowania motorycznego:  Grzegorz Kurek
- Statystyk:  Filip Mystkowski
- Fizjoterapeuta:  Olaf Gołąbek
- Kierownik zespołu:  Marzena Nowakowska

| Nr | Imię i nazwisko           | Data ur.   | Wzrost | Pozycja      |
| -- | ------------------------- | ---------- | ------ | ------------ |
| 1  | Hubert Węgrzyn            | 06.01.2000 | 200    | środkowy     |
| 4  | Seweryn Lipiński          | 01.01.2001 | 200    | środkowy     |
| 5  | Wojciech Ferens (kapitan) | 05.04.1991 | 194    | przyjmujący  |
| 6  | Adam Lorenc               | 30.10.1998 | 197    | atakujący    |
| 7  | Kajetan Kubicki           | 09.02.2003 | 190    | rozgrywający |
| 8  | Danilo Gelinski           | 13.03.1990 | 193    | rozgrywający |
| 9  | Paweł Pietraszko          | 05.10.1990 | 201    | środkowy     |
| 11 | Dominik Czerny            | 04.04.2003 | 196    | przyjmujący  |
| 13 | Mateusz Masłowski         | 13.06.1997 | 185    | libero       |
| 18 | Maksymilian Granieczny    | 07.07.2005 | 177    | libero       |
| 21 | Kamil Kwasowski           | 13.09.1990 | 199    | przyjmujący  |
| 22 | Jake Hanes                | 03.05.1998 | 213    | atakujący    |
| 23 | Alexander Berger          | 27.09.1988 | 194    | przyjmujący  |
| 99 | Jakub Strulak             | 12.05.2001 | 210    | środkowy     |

## Obcokrajowcy w zespole
| Lata Gry                  | Imię i nazwisko          | Pozycja      |
| ------------------------- | ------------------------ | ------------ |
| 2013-2014                 | Peter Kašper             | środkowy     |
| 2014                      | Ondřej Boula             | rozgrywający |
| 2014-2015                 | Dmytro Paszycki          | środkowy     |
| 2014-2015                 | Jeroen Trommel           | przyjmujący  |
| 2014-2015                 | Ivan Borovnjak           | przyjmujący  |
| 2015-2017                 | Marcus Böhme             | środkowy     |
| 2015-2018                 | Keith Pupart             | przyjmujący  |
| 2015-2018                 | Robert Täht              | przyjmujący  |
| 2016-2017                 | Rafail Kumendakis        | przyjmujący  |
| 2016-2017 2018-2019       | Igor Grobelny            | przyjmujący  |
| 2017-2018                 | Michal Masný             | rozgrywający |
| 2017-2018                 | Miloš Terzić             | przyjmujący  |
| 2018-2019                 | Kert Toobal              | rozgrywający |
| 2018-2019                 | Masahiro Yanagida        | przyjmujący  |
| 2018-2019                 | Luke Smith               | przyjmujący  |
| 2019-2020                 | Robinson Dvoranen        | przyjmujący  |
| 2019-2020                 | Maksim Marozau           | środkowy     |
| 2019-2021                 | Miguel Tavares           | rozgrywający |
| 2020 (do 24.11.2020)      | Daniel Muniz De Oliveira | przyjmujący  |
| 2020-2021 (do 26.02.2021) | Nikołaj Penczew          | przyjmujący  |
| 2020-2021                 | Ronald Jimenez           | atakujący    |
| 2021-2022                 | Masahiro Sekita          | rozgrywający |
| 2021-2023                 | Florian Krage            | środkowy     |
| 2022-2023                 | Illa Kowalow             | przyjmujący  |
| 2022-2024                 | Alexander Berger         | przyjmujący  |
| 2023-2024                 | Danilo Gelinski          | rozgrywający |
| 2023-2024                 | Jake Hanes               | atakujący    |